# 2829 Bobhope
2829 Bobhope là một tiểu hành tinh vành đai chính, được phát hiện bởi E. L. Johnson ở 1948. Nó được đặt theo tên American comedian Bob Hope.
Little is known about Bobhope, but it is known to measure 38.26 km ở diameter, và to have a rotation period of 0.25 ngày (6 giờ).